# Giải đua xe MotoGP 2017

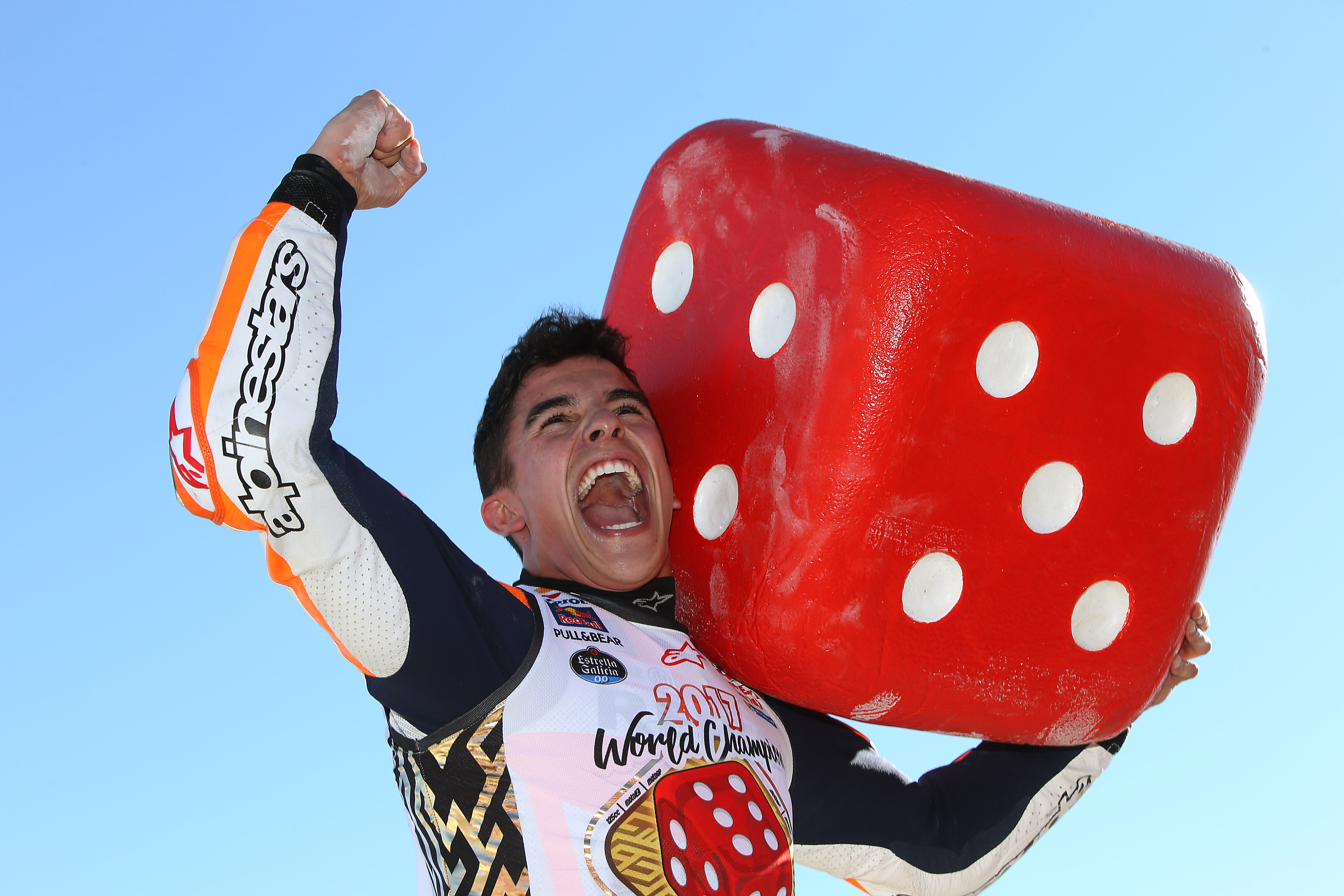
Marc Márquez ăn mừng chức vô địch MotoGP 2017.

Giải đua xe MotoGP 2017 là giải đua xe MotoGP lần thứ 69. Giải đua có 18 chặng đua ở 16 quốc gia. Có tổng cộng 6 xưởng đua, 12 đội đua và 32 tay đua (bao gồm các tay đua đặc cách và thay thế) tham gia tranh tài.
Tay đua Marc Marquez của đội đua Repsol Honda ghi được 298 điểm đã đoạt chức vô địch lần thứ 4. Repsol Honda cũng giành được chức vô địch đội đua trong và xưởng Honda giành được chức vô địch xưởng đua.

## Diễn biến chính
Tay đua mới chuyển đến Yamaha là Maverick Vinales đã toàn thắng 2 chặng đua đầu tiên của mùa giải. Vinales mất ngôi đầu bảng vào tay đồng đội Valentino Rossi sau khi phải bỏ cuộc ở chặng đua thứ 3 của mùa giải ở trường đua Americas, người chiến thắng chặng này là đương kim vô địch Marc Marquez.
Vinales giành lại ngôi đầu bảng bằng chiến thắng chặng đua thứ 5 ở Le Mans, trước khi Andrea Dovizioso mang về 2 chiến thắng liên tiếp cho đội đua Ducati các chặng 6 ở Ý và chặng 7 ở Catalunya.
Chặng 8 ở Assen chứng kiến chiến thắng cuối cùng trong sự nghiệp của Rossi. Và tận dụng việc Vinales bỏ cuộc thì Dovizioso đã vượt lên dẫn đầu bảng xếp hạng tổng.
Marc Marquez chỉ thực sự gia nhập cuộc đua vô địch từ chặng đua thứ 9. Tay đua của đội Repsol Honda giành được chiến thắng 8 năm liên tiếp ở Sachsenring để leo liền 3 bậc từ vị trí thứ 4 lên ngôi đầu bảng. Từ thời điểm này cuộc đua vô địch là câu chuyện riêng của Marquez và Dovizioso, tay đua của đội Ducati có 2 chiến thắng liên tiếp để giành lại ngôi đầu bảng ở chặng đua MotoGP Anh (chặng 12), cũng là chặng đua cuối cùng trong mùa giải mà Marquez phải bỏ cuộc. Chặng 13 ở San Marino Marc Marquez giành chiến thắng và san bằng điểm số với Dovizioso, cả 2 có cùng 199 điểm.
Marquez thắng tiếp chặng 14 ở Aragon để độc chiếm ngôi đầu bảng và giữ được nó cho đến khi kết thúc mùa giải. Danh hiệu vô địch dành cho Marquez được quyết định ở chặng đua cuối cùng ở Valencia, nơi Dani Pedrosa giành được chiến thắng cuối cùng trong sự nghiệp.

## Danh sách tham gia
| Đội đua                        | Xưởng đua | Xe               | Số xe | Tay đua              | Số chặng      |
| ------------------------------ | --------- | ---------------- | ----- | -------------------- | ------------- |
| Aprilia Racing Team Gresini    | Aprilia   | RS-GP            | 22    | Sam Lowes            | Tất cả        |
| Aprilia Racing Team Gresini    | Aprilia   | RS-GP            | 41    | Aleix Espargaró      | 1–16, 18      |
| Ducati Team                    | Ducati    | Desmosedici GP17 | 04    | Andrea Dovizioso     | Tất cả        |
| Ducati Team                    | Ducati    | Desmosedici GP17 | 99    | Jorge Lorenzo        | Tất cả        |
| Ducati Team                    | Ducati    | Desmosedici GP17 | 51    | Michele Pirro        | 6, 13, 18     |
| Octo Pramac Racing             | Ducati    | Desmosedici GP17 | 9     | Danilo Petrucci      | Tất cả        |
| Octo Pramac Racing             | Ducati    | Desmosedici GP16 | 45    | Scott Redding        | Tất cả        |
| Reale Avintia Racing           | Ducati    | Desmosedici GP16 | 8     | Héctor Barberá       | Tất cả        |
| Reale Avintia Racing           | Ducati    | Desmosedici GP15 | 76    | Loris Baz            | Tất cả        |
| Pull&Bear Aspar Team           | Ducati    | Desmosedici GP16 | 19    | Álvaro Bautista      | Tất cả        |
| Pull&Bear Aspar Team           | Ducati    | Desmosedici GP15 | 17    | Karel Abraham        | Tất cả        |
| Repsol Honda Team              | Honda     | RC213V           | 26    | Dani Pedrosa         | Tất cả        |
| Repsol Honda Team              | Honda     | RC213V           | 93    | Marc Márquez         | Tất cả        |
| LCR Honda                      | Honda     | RC213V           | 35    | Cal Crutchlow        | Tất cả        |
| EG 0,0 Marc VDS                | Honda     | RC213V           | 43    | Jack Miller          | 1–14, 16–18   |
| EG 0,0 Marc VDS                | Honda     | RC213V           | 7     | Hiroshi Aoyama       | 15            |
| EG 0,0 Marc VDS                | Honda     | RC213V           | 53    | Tito Rabat           | Tất cả        |
| Red Bull KTM Factory Racing    | KTM       | RC16             | 38    | Bradley Smith        | Tất cả        |
| Red Bull KTM Factory Racing    | KTM       | RC16             | 44    | Pol Espargaró        | Tất cả        |
| Red Bull KTM Factory Racing    | KTM       | RC16             | 36    | Mika Kallio          | 9, 11, 14, 18 |
| Team Suzuki Ecstar             | Suzuki    | GSX-RR           | 29    | Andrea Iannone       | Tất cả        |
| Team Suzuki Ecstar             | Suzuki    | GSX-RR           | 42    | Álex Rins            | 1–3, 8–18     |
| Team Suzuki Ecstar             | Suzuki    | GSX-RR           | 12    | Takuya Tsuda         | 4             |
| Team Suzuki Ecstar             | Suzuki    | GSX-RR           | 50    | Sylvain Guintoli     | 5–7           |
| Movistar Yamaha MotoGP         | Yamaha    | YZR-M1           | 25    | Maverick Viñales     | Tất cả        |
| Movistar Yamaha MotoGP         | Yamaha    | YZR-M1           | 46    | Valentino Rossi      | 1–12, 14–18   |
| Yamalube Yamaha Factory Racing | Yamaha    | YZR-M1           | 21    | Katsuyuki Nakasuga   | 15            |
| Monster Yamaha Tech 3          | Yamaha    | YZR-M1           | 5     | Johann Zarco         | Tất cả        |
| Monster Yamaha Tech 3          | Yamaha    | YZR-M1           | 94    | Jonas Folger         | 1–14          |
| Monster Yamaha Tech 3          | Yamaha    | YZR-M1           | 31    | Kohta Nozane         | 15            |
| Monster Yamaha Tech 3          | Yamaha    | YZR-M1           | 23    | Broc Parkes          | 16            |
| Monster Yamaha Tech 3          | Yamaha    | YZR-M1           | 60    | Michael van der Mark | 17–18         |

| Chú thích          | Chú thích |
| ------------------ | --------- |
| Tay đua chính thức |           |
| Tay đua đặc cách   |           |
| Tay đua thay thế   |           |

Tất cả các xe đều sử dụng lốp Michelin.

### Thay đổi đội đua
- Hãng xe KTM thành lập một đội đua xưởng là đội đua Red Bull KTM, lần đầu tham gia giải đua MotoGP.[43]

### Thay đổi tay đua
- Jorge Lorenzo rời đội đua Movistar Yamaha MotoGP để gia nhập Ducati.
- Maverick Viñales rời đội đua Team Suzuki Ecstar để gia nhập Yamaha.
- Andrea Iannone rời đội đua Ducati để gia nhập Team Suzuki Ecstar. Ở đây thì Iannone làm đồng đội với tay đua tân binh Álex Rins.
- Bradley Smith và Pol Espargaró cùng rời đội đua Tech 3 Yamaha để gia nhập đội đua mới thành lập Red Bull KTM.
- Aleix Espargaró rời đội đua Team Suzuki Ecstar để gia nhập Aprilia Racing Team Gresini.  Ở đây thì Espargaro làm đồng đội với tay đua tân binh Sam Lowes.
- Đội đua Monster Yamaha Tech 3 có 2 tân binh mới là Jonas Folger và Johann Zarco.
- Stefan Bradl và Eugene Laverty nghỉ đua MotoGP, chuyển sang thi đấu ở giải đua Superbike World Championship.[44][45]
- Álvaro Bautista rời đội đua Aprilia Racing Team Gresini để trở về đội Pull&Bear Aspar Team.
- Karel Abraham quay trở lại thi đấu MotoGP cho đội Aspar Team sau 1 năm thi đấu giải Superbike World Championship.
- Yonny Hernández nghỉ đua MotoGP, trở lại thi đấu Moto2.

## Lịch thi đấu
Tất cả các chặng đua đều diễn ra trong năm 2017:
| Stt | Ngày   | Grand Prix                             | Trường đua                                          |
| --- | ------ | -------------------------------------- | --------------------------------------------------- |
| 1   | 26//03 | MotoGP Qatar                           | Trường đua Losail, Lusail                           |
| 2   | 09/04  | MotoGP Argentina                       | Trường đua Termas de Rio Hondo, Termas de Río Hondo |
| 3   | 23/04  | MotoGP Americas                        | Trường đua Americas, Austin                         |
| 4   | 07/05  | MotoGP Tây Ban Nha                     | Trường đua Jerez, Jerez de la Frontera              |
| 5   | 21/05  | MotoGP Pháp                            | Trường đua Bugatti, Le Mans                         |
| 6   | 04/06  | MotoGP Ý                               | Trường đua Mugello, Scarperia e San Piero           |
| 7   | 11/06  | MotoGP Catalunya                       | Trường đua Barcelona-Catalunya, Montmeló            |
| 8   | 25/06  | TT Assen                               | Trường đua TT Assen, Assen                          |
| 9   | 02/07  | MotoGP Đức                             | Trường đua Sachsenring, Hohenstein-Ernstthal        |
| 10  | 06/08  | MotoGP Séc                             | Trường đua Brno, Brno                               |
| 11  | 13/08  | MotoGP Áo                              | Trường đua Red Bull Ring, Spielberg                 |
| 12  | 27/08  | MotoGP Anh                             | Trường đua Silverstone, Silverstone                 |
| 13  | 10/09  | MotoGP San Marino và Riviera di Rimini | Trường đua Misano, Misano Adriatico                 |
| 14  | 24/09  | MotoGP Aragon                          | Trường đua Aragón, Alcañiz                          |
| 15  | 15/10  | MotoGP Nhật Bản                        | Trường đua Motegi, Motegi                           |
| 16  | 22/10  | MotoGP Úc                              | Trường đua Phillip Island, Phillip Island           |
| 17  | 29/10  | MotoGP Malaysia                        | Trường đua Sepang, Sepang                           |
| 18  | 12/11  | MotoGP Valencia                        | Trường đua Ricardo Tormo, Valencia                  |

‡ = Đua ban đêm

### Thay đổi trong lịch thi đấu
- Hai chặng đua ở Áo và Séc được đổi vị trí cho nhau, chặng đua ở Séc là chặng đua thứ 10 còn chặng đua ở Áo là chặng đua thứ 11.
- Ban đầu chặng đua MotoGP Anh dự tính chuyển từ Silverstone sang trường đua mới ở xứ Wales, nhưng do công tác xây dựng trường đua mới không đúng tiến độ nên chặng đua vẫn được tổ chức ở Silverstone.[47]

## Kết quả và xếp hạng

### Grands Prix
| Stt | Chặng đua               | Pole             | Fastest lap      | Tay đua chiến thắng | Đội đua chiến thắng    | Xưởng đua chiến thắng |
| --- | ----------------------- | ---------------- | ---------------- | ------------------- | ---------------------- | --------------------- |
| 1   | MotoGP Qatar 2017       | Maverick Viñales | Johann Zarco     | Maverick Viñales    | Movistar Yamaha MotoGP | Yamaha                |
| 2   | MotoGP Argentina 2017   | Marc Márquez     | Maverick Viñales | Maverick Viñales    | Movistar Yamaha MotoGP | Yamaha                |
| 3   | MotoGP Americas 2017    | Marc Márquez     | Marc Márquez     | Marc Márquez        | Repsol Honda Team      | Honda                 |
| 4   | MotoGP Tây Ban Nha 2017 | Dani Pedrosa     | Dani Pedrosa     | Dani Pedrosa        | Repsol Honda Team      | Honda                 |
| 5   | MotoGP Pháp 2017        | Maverick Viñales | Maverick Viñales | Maverick Viñales    | Movistar Yamaha MotoGP | Yamaha                |
| 6   | MotoGP Ý 2017           | Maverick Viñales | Maverick Viñales | Andrea Dovizioso    | Ducati Team            | Ducati                |
| 7   | MotoGP Catalunya 2017   | Dani Pedrosa     | Jonas Folger     | Andrea Dovizioso    | Ducati Team            | Ducati                |
| 8   | TT Assen 2017           | Johann Zarco     | Scott Redding    | Valentino Rossi     | Movistar Yamaha MotoGP | Yamaha                |
| 9   | MotoGP Đức 2017         | Marc Márquez     | Jonas Folger     | Marc Márquez        | Repsol Honda Team      | Honda                 |
| 10  | MotoGP Séc 2017         | Marc Márquez     | Maverick Viñales | Marc Márquez        | Repsol Honda Team      | Honda                 |
| 11  | MotoGP Áo 2017          | Marc Márquez     | Johann Zarco     | Andrea Dovizioso    | Ducati Team            | Ducati                |
| 12  | MotoGP Anh 2017         | Marc Márquez     | Marc Márquez     | Andrea Dovizioso    | Ducati Team            | Ducati                |
| 13  | MotoGP San Marino 2017  | Maverick Viñales | Marc Márquez     | Marc Márquez        | Repsol Honda Team      | Honda                 |
| 14  | MotoGP Aragon 2017      | Maverick Viñales | Dani Pedrosa     | Marc Márquez        | Repsol Honda Team      | Honda                 |
| 15  | MotoGP Nhật Bản 2017    | Johann Zarco     | Andrea Dovizioso | Andrea Dovizioso    | Ducati Team            | Ducati                |
| 16  | MotoGP Úc 2017          | Marc Márquez     | Johann Zarco     | Marc Márquez        | Repsol Honda Team      | Honda                 |
| 17  | MotoGP Malaysia 2017    | Dani Pedrosa     | Andrea Dovizioso | Andrea Dovizioso    | Ducati Team            | Ducati                |
| 18  | MotoGP Valencia 2017    | Marc Márquez     | Johann Zarco     | Dani Pedrosa        | Repsol Honda Team      | Honda                 |

### Bảng xếp hạng tay đua
Cách tính điểm
Ở mỗi chặng đua, những tay đua hoàn thành cuộc đua chính trong top 15 sẽ được thưởng điểm từ cao đến thấp như sau:
| Vị trí | 1st | 2nd | 3rd | 4th | 5th | 6th | 7th | 8th | 9th | 10th | 11th | 12th | 13th | 14th | 15th |
| Điểm   | 25  | 20  | 16  | 13  | 11  | 10  | 9   | 8   | 7   | 6    | 5    | 4    | 3    | 2    | 1    |

| Stt | Tay đua              | Xe      | Đội đua                        | QAT | ARG | AME | SPA | FRA | ITA | CAT | NED | GER | CZE | AUT | GBR | RSM | ARA | JPN | AUS | MAL | VAL | Điểm |
| --- | -------------------- | ------- | ------------------------------ | --- | --- | --- | --- | --- | --- | --- | --- | --- | --- | --- | --- | --- | --- | --- | --- | --- | --- | ---- |
| 1   | Marc Márquez         | Honda   | Repsol Honda Team              | 4   | Ret | 1   | 2   | Ret | 6   | 2   | 3   | 1   | 1   | 2   | Ret | 1   | 1   | 2   | 1   | 4   | 3   | 298  |
| 2   | Andrea Dovizioso     | Ducati  | Ducati Team                    | 2   | Ret | 6   | 5   | 4   | 1   | 1   | 5   | 8   | 6   | 1   | 1   | 3   | 7   | 1   | 13  | 1   | Ret | 261  |
| 3   | Maverick Viñales     | Yamaha  | Movistar Yamaha MotoGP         | 1   | 1   | Ret | 6   | 1   | 2   | 10  | Ret | 4   | 3   | 6   | 2   | 4   | 4   | 9   | 3   | 9   | 12  | 230  |
| 4   | Dani Pedrosa         | Honda   | Repsol Honda Team              | 5   | Ret | 3   | 1   | 3   | Ret | 3   | 13  | 3   | 2   | 3   | 7   | 14  | 2   | Ret | 12  | 5   | 1   | 210  |
| 5   | Valentino Rossi      | Yamaha  | Movistar Yamaha MotoGP         | 3   | 2   | 2   | 10  | Ret | 4   | 8   | 1   | 5   | 4   | 7   | 3   |     | 5   | Ret | 2   | 7   | 5   | 208  |
| 6   | Johann Zarco         | Yamaha  | Monster Yamaha Tech 3          | Ret | 5   | 5   | 4   | 2   | 7   | 5   | 14  | 9   | 12  | 5   | 6   | 15  | 9   | 8   | 4   | 3   | 2   | 174  |
| 7   | Jorge Lorenzo        | Ducati  | Ducati Team                    | 11  | Ret | 9   | 3   | 6   | 8   | 4   | 15  | 11  | 15  | 4   | 5   | Ret | 3   | 6   | 15  | 2   | Ret | 137  |
| 8   | Danilo Petrucci      | Ducati  | Octo Pramac Racing             | Ret | 7   | 8   | 7   | Ret | 3   | Ret | 2   | 12  | 7   | Ret | Ret | 2   | 20  | 3   | 21  | 6   | 13  | 124  |
| 9   | Cal Crutchlow        | Honda   | LCR Honda                      | Ret | 3   | 4   | Ret | 5   | Ret | 11  | 4   | 10  | 5   | 15  | 4   | 13  | Ret | Ret | 5   | 15  | 8   | 112  |
| 10  | Jonas Folger         | Yamaha  | Monster Yamaha Tech 3          | 10  | 6   | 11  | 8   | 7   | 13  | 6   | Ret | 2   | 10  | Ret | DNS | 9   | 16  |     |     |     |     | 84   |
| 11  | Jack Miller          | Honda   | EG 0,0 Marc VDS                | 8   | 9   | 10  | Ret | 8   | 15  | Ret | 6   | 15  | 14  | Ret | 16  | 6   | 13  |     | 7   | 8   | 7   | 82   |
| 12  | Álvaro Bautista      | Ducati  | Pull&Bear Aspar Team           | Ret | 4   | 15  | Ret | Ret | 5   | 7   | Ret | 6   | Ret | 8   | 10  | 12  | 8   | Ret | 17  | 11  | Ret | 75   |
| 13  | Andrea Iannone       | Suzuki  | Team Suzuki Ecstar             | Ret | 16  | 7   | Ret | 10  | 10  | 16  | 9   | Ret | 19  | 11  | Ret | Ret | 12  | 4   | 6   | 17  | 6   | 70   |
| 14  | Scott Redding        | Ducati  | Octo Pramac Racing             | 7   | 8   | 12  | 11  | Ret | 12  | 13  | Ret | 20  | 16  | 12  | 8   | 7   | 14  | 16  | 11  | 13  | Ret | 64   |
| 15  | Aleix Espargaró      | Aprilia | Aprilia Racing Team Gresini    | 6   | Ret | 17  | 9   | Ret | Ret | Ret | 10  | 7   | 8   | 13  | Ret | Ret | 6   | 7   | Ret |     | Ret | 62   |
| 16  | Álex Rins            | Suzuki  | Team Suzuki Ecstar             | 9   | Ret | DNS |     |     |     |     | 17  | 21  | 11  | 16  | 9   | 8   | 17  | 5   | 8   | DSQ | 4   | 59   |
| 17  | Pol Espargaró        | KTM     | Red Bull KTM Factory Racing    | 16  | 14  | Ret | Ret | 12  | Ret | 18  | 11  | 13  | 9   | Ret | 11  | 11  | 10  | 11  | 9   | 10  | Ret | 55   |
| 18  | Loris Baz            | Ducati  | Reale Avintia Racing           | 12  | 11  | Ret | 13  | 9   | 18  | 12  | 8   | 19  | Ret | 9   | 15  | 16  | 21  | 10  | 18  | Ret | 16  | 45   |
| 19  | Tito Rabat           | Honda   | EG 0,0 Marc VDS                | 15  | 12  | 13  | Ret | 11  | 11  | 15  | 12  | 18  | 17  | 19  | 12  | Ret | 15  | 15  | 16  | 18  | 10  | 35   |
| 20  | Karel Abraham        | Ducati  | Pull&Bear Aspar Team           | 14  | 10  | Ret | 15  | Ret | 16  | 14  | 7   | 17  | 13  | 14  | 13  | 17  | Ret | Ret | 14  | Ret | 14  | 32   |
| 21  | Bradley Smith        | KTM     | Red Bull KTM Factory Racing    | 17  | 15  | 16  | 14  | 13  | 20  | DNS | Ret | 14  | Ret | 18  | 17  | 10  | 19  | 17  | 10  | 12  | 11  | 29   |
| 22  | Héctor Barberá       | Ducati  | Reale Avintia Racing           | 13  | 13  | 14  | 12  | Ret | 14  | 9   | 16  | DSQ | 20  | 17  | 14  | Ret | 18  | 14  | 20  | 14  | 15  | 28   |
| 23  | Michele Pirro        | Ducati  | Ducati Team                    |     |     |     |     |     | 9   |     |     |     |     |     |     | 5   |     |     |     |     | 9   | 25   |
| 24  | Mika Kallio          | KTM     | Red Bull KTM Factory Racing    |     |     |     |     |     |     |     |     | 16  |     | 10  |     |     | 11  |     |     |     | Ret | 11   |
| 25  | Sam Lowes            | Aprilia | Aprilia Racing Team Gresini    | 18  | Ret | Ret | 16  | 14  | 19  | 19  | Ret | Ret | 18  | 20  | Ret | Ret | 22  | 13  | 19  | Ret | Ret | 5    |
| 26  | Katsuyuki Nakasuga   | Yamaha  | Yamalube Yamaha Factory Racing |     |     |     |     |     |     |     |     |     |     |     |     |     |     | 12  |     |     |     | 4    |
| 27  | Sylvain Guintoli     | Suzuki  | Team Suzuki Ecstar             |     |     |     |     | 15  | 17  | 17  |     |     |     |     |     |     |     |     |     |     |     | 1    |
| 28  | Michael van der Mark | Yamaha  | Monster Yamaha Tech 3          |     |     |     |     |     |     |     |     |     |     |     |     |     |     |     |     | 16  | 17  | 0    |
| 29  | Takuya Tsuda         | Suzuki  | Team Suzuki Ecstar             |     |     |     | 17  |     |     |     |     |     |     |     |     |     |     |     |     |     |     | 0    |
| 30  | Hiroshi Aoyama       | Honda   | EG 0,0 Marc VDS                |     |     |     |     |     |     |     |     |     |     |     |     |     |     | 18  |     |     |     | 0    |
| 31  | Broc Parkes          | Yamaha  | Monster Yamaha Tech 3          |     |     |     |     |     |     |     |     |     |     |     |     |     |     |     | 22  |     |     | 0    |
|     | Kohta Nozane         | Yamaha  | Monster Yamaha Tech 3          |     |     |     |     |     |     |     |     |     |     |     |     |     |     | Ret |     |     |     | 0    |

| Màu     | Ý nghĩa                      |
| ------- | ---------------------------- |
| Vàng    | Chiến thắng                  |
| Bạc     | Hạng 2                       |
| Đồng    | Hạng 3                       |
| Lá cây  | Ghi điểm                     |
| Blue    | Non-points finish            |
| Blue    | Non-classified finish (NC)   |
| Tím     | Bỏ cuộc (Ret)                |
| Cam     | Không xếp hạng (DNQ)         |
| Cam     | Did not pre-qualify (DNPQ)   |
| Đen     | Hủy kết quả (DSQ)            |
| Trắng   | Không đua chính (DNS)        |
| Trắng   | Rút lui (WD)                 |
| Trắng   | Cuộc đua bị hủy (C)          |
| Ô trống | Không tham gia đua thử (DNP) |
| Ô trống | Không đến (DNA)              |
| Ô trống | Loại trừ (EX)                |

### Bảng xếp hạng xưởng đua
Ở mỗi chặng đua, điểm số của xưởng đua là điểm số của tay đua có xếp hạng cao nhất của xưởng đua đó.
| Stt | Xưởng đua | QAT | ARG | AME | SPA | FRA | ITA | CAT | NED | GER | CZE | AUT | GBR | RSM | ARA | JPN | AUS | MAL | VAL | Điểm |
| --- | --------- | --- | --- | --- | --- | --- | --- | --- | --- | --- | --- | --- | --- | --- | --- | --- | --- | --- | --- | ---- |
| 1   | Honda     | 4   | 3   | 1   | 1   | 3   | 6   | 2   | 3   | 1   | 1   | 2   | 4   | 1   | 1   | 2   | 1   | 4   | 1   | 357  |
| 2   | Yamaha    | 1   | 1   | 2   | 4   | 1   | 2   | 5   | 1   | 2   | 3   | 5   | 2   | 4   | 4   | 8   | 2   | 3   | 2   | 321  |
| 3   | Ducati    | 2   | 4   | 6   | 3   | 4   | 1   | 1   | 2   | 6   | 6   | 1   | 1   | 2   | 3   | 1   | 11  | 1   | 9   | 310  |
| 4   | Suzuki    | 9   | 16  | 7   | 17  | 10  | 10  | 16  | 9   | 21  | 11  | 11  | 9   | 8   | 12  | 4   | 6   | 17  | 4   | 100  |
| 5   | KTM       | 16  | 14  | 16  | 14  | 12  | 20  | 18  | 11  | 13  | 9   | 10  | 11  | 10  | 10  | 11  | 9   | 10  | 11  | 69   |
| 6   | Aprilia   | 6   | Ret | 17  | 9   | 14  | 19  | 19  | 10  | 7   | 8   | 13  | Ret | Ret | 6   | 7   | 19  | Ret | Ret | 64   |

### Bảng xếp hạng đội đua
Ở mỗi chặng đua, điểm số đội đua là tổng điểm của các tay đua chính thức của đội đua đó. Kết quả của các tay đua đặc cách không được tính vào điểm số đội đua.
| Stt | Đội đua                     | Số xe | QAT | ARG | AME | SPA | FRA | ITA | CAT | NED | GER | CZE | AUT | GBR | RSM | ARA | JPN | AUS | MAL | VAL | Điểm |
| --- | --------------------------- | ----- | --- | --- | --- | --- | --- | --- | --- | --- | --- | --- | --- | --- | --- | --- | --- | --- | --- | --- | ---- |
| 1   | Repsol Honda Team           | 26    | 5   | Ret | 3   | 1   | 3   | Ret | 3   | 13  | 3   | 2   | 3   | 7   | 14  | 2   | Ret | 12  | 5   | 1   | 508  |
| 1   | Repsol Honda Team           | 93    | 4   | Ret | 1   | 2   | Ret | 6   | 2   | 3   | 1   | 1   | 2   | Ret | 1   | 1   | 2   | 1   | 4   | 3   | 508  |
| 2   | Movistar Yamaha MotoGP      | 25    | 1   | 1   | Ret | 6   | 1   | 2   | 10  | Ret | 4   | 3   | 6   | 2   | 4   | 4   | 9   | 3   | 9   | 12  | 438  |
| 2   | Movistar Yamaha MotoGP      | 46    | 3   | 2   | 2   | 10  | Ret | 4   | 8   | 1   | 5   | 4   | 7   | 3   |     | 5   | Ret | 2   | 7   | 5   | 438  |
| 3   | Ducati Team                 | 04    | 2   | Ret | 6   | 5   | 4   | 1   | 1   | 5   | 8   | 6   | 1   | 1   | 3   | 7   | 1   | 13  | 1   | Ret | 398  |
| 3   | Ducati Team                 | 99    | 11  | Ret | 9   | 3   | 6   | 8   | 4   | 15  | 11  | 15  | 4   | 5   | Ret | 3   | 6   | 15  | 2   | Ret | 398  |
| 4   | Monster Yamaha Tech 3       | 5     | Ret | 5   | 5   | 4   | 2   | 7   | 5   | 14  | 9   | 12  | 5   | 6   | 15  | 9   | 8   | 4   | 3   | 2   | 258  |
| 4   | Monster Yamaha Tech 3       | 23    |     |     |     |     |     |     |     |     |     |     |     |     |     |     |     | 22  |     |     | 258  |
| 4   | Monster Yamaha Tech 3       | 31    |     |     |     |     |     |     |     |     |     |     |     |     |     |     | Ret |     |     |     | 258  |
| 4   | Monster Yamaha Tech 3       | 60    |     |     |     |     |     |     |     |     |     |     |     |     |     |     |     |     | 16  | 17  | 258  |
| 4   | Monster Yamaha Tech 3       | 94    | 10  | 6   | 11  | 8   | 7   | 13  | 6   | Ret | 2   | 10  | Ret | DNS | 9   | 16  |     |     |     |     | 258  |
| 5   | Octo Pramac Racing          | 9     | Ret | 7   | 8   | 7   | Ret | 3   | Ret | 2   | 12  | 7   | Ret | Ret | 2   | 20  | 3   | 21  | 6   | 13  | 188  |
| 5   | Octo Pramac Racing          | 45    | 7   | 8   | 12  | 11  | Ret | 12  | 13  | Ret | 20  | 16  | 12  | 8   | 7   | 14  | 16  | 11  | 13  | Ret | 188  |
| 6   | Team Suzuki Ecstar          | 12    |     |     |     | 17  |     |     |     |     |     |     |     |     |     |     |     |     |     |     | 130  |
| 6   | Team Suzuki Ecstar          | 29    | Ret | 16  | 7   | Ret | 10  | 10  | 16  | 9   | Ret | 19  | 11  | Ret | Ret | 12  | 4   | 6   | 17  | 6   | 130  |
| 6   | Team Suzuki Ecstar          | 42    | 9   | Ret | DNS |     |     |     |     | 17  | 21  | 11  | 16  | 9   | 8   | 17  | 5   | 8   | DSQ | 4   | 130  |
| 6   | Team Suzuki Ecstar          | 50    |     |     |     |     | 15  | 17  | 17  |     |     |     |     |     |     |     |     |     |     |     | 130  |
| 7   | EG 0,0 Marc VDS             | 7     |     |     |     |     |     |     |     |     |     |     |     |     |     |     | 18  |     |     |     | 117  |
| 7   | EG 0,0 Marc VDS             | 43    | 8   | 9   | 10  | Ret | 8   | 15  | Ret | 6   | 15  | 14  | Ret | 16  | 6   | 13  |     | 7   | 8   | 7   | 117  |
| 7   | EG 0,0 Marc VDS             | 53    | 15  | 12  | 13  | Ret | 11  | 11  | 15  | 12  | 18  | 17  | 19  | 12  | Ret | 15  | 15  | 16  | 18  | 10  | 117  |
| 8   | LCR Honda                   | 35    | Ret | 3   | 4   | Ret | 5   | Ret | 11  | 4   | 10  | 5   | 15  | 4   | 13  | Ret | Ret | 5   | 15  | 8   | 112  |
| 9   | Pull&Bear Aspar Team        | 17    | 14  | 10  | Ret | 15  | Ret | 16  | 14  | 7   | 17  | 13  | 14  | 13  | 17  | Ret | Ret | 14  | Ret | 14  | 107  |
| 9   | Pull&Bear Aspar Team        | 19    | Ret | 4   | 15  | Ret | Ret | 5   | 7   | Ret | 6   | Ret | 8   | 10  | 12  | 8   | Ret | 17  | 11  | Ret | 107  |
| 10  | Red Bull KTM Factory Racing | 38    | 17  | 15  | 16  | 14  | 13  | 20  | DNS | Ret | 14  | Ret | 18  | 17  | 10  | 19  | 17  | 10  | 12  | 11  | 84   |
| 10  | Red Bull KTM Factory Racing | 44    | 16  | 14  | Ret | Ret | 12  | Ret | 18  | 11  | 13  | 9   | Ret | 11  | 11  | 10  | 11  | 9   | 10  | Ret | 84   |
| 11  | Reale Avintia Racing        | 8     | 13  | 13  | 14  | 12  | Ret | 14  | 9   | 16  | DSQ | 20  | 17  | 14  | Ret | 18  | 14  | 20  | 14  | 15  | 73   |
| 11  | Reale Avintia Racing        | 76    | 12  | 11  | Ret | 13  | 9   | 18  | 12  | 8   | 19  | Ret | 9   | 15  | 16  | 21  | 10  | 18  | Ret | 16  | 73   |
| 12  | Aprilia Racing Team Gresini | 22    | 18  | Ret | Ret | 16  | 14  | 19  | 19  | Ret | Ret | 18  | 20  | Ret | Ret | 22  | 13  | 19  | Ret | Ret | 67   |
| 12  | Aprilia Racing Team Gresini | 41    | 6   | Ret | 17  | 9   | Ret | Ret | Ret | 10  | 7   | 8   | 13  | Ret | Ret | 6   | 7   | Ret |     | Ret | 67   |